# روبرت بورسيل
روبرت بورسيل (بالإنجليزية: Robert Purcell)‏ هو شخصية أعمال أمريكي، ولد في 1912، وتوفي في 1991.